# Heineken

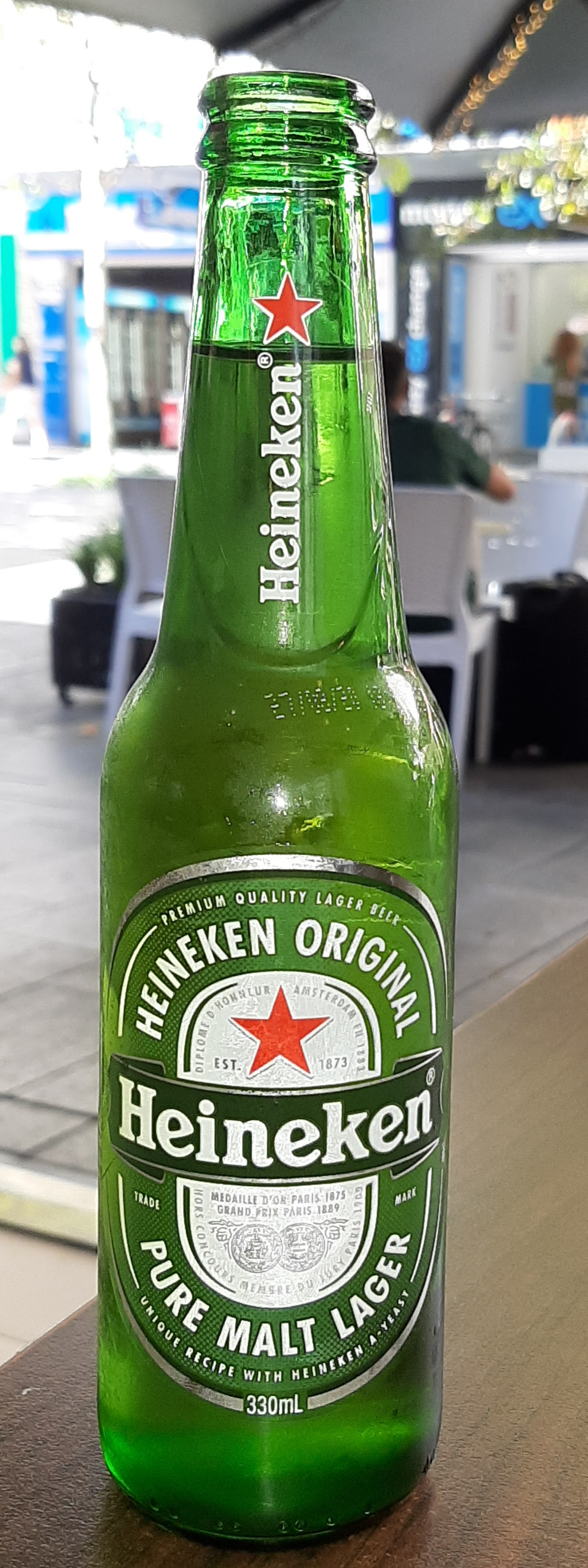
Бутылка Heineken

Heineken (МФА: [ˈɦɛi̯nəkə(n)]), «Хейнекен») — нидерландская пивоваренная компания, крупнейшая в стране и вторая по величине в мире (после Anheuser-Busch InBev). Штаб-квартира — в Амстердаме.

## История
История компании берёт начало 15 февраля 1864 года, когда её основатель Герард Адриан Хейнекен купил амстердамскую пивоварню De Hooiberg. Вплоть до 1989 года компанию возглавляли сначала сын (с 1917 по 1940 год), а потом внук Герарда Хейнекена. В 1968 году Heineken поглотил своего основного конкурента, компанию Amstel.
В июне 2007 года компания приобрела чешскую Krušovice Brewery у германской Radeberger Gruppe, сумма сделки не разглашалась. Покупка в 2008 году британской пивоваренной компании Scottish and Newcastle вывела Heineken на третье место в мире по производству пива после Anheuser-Busch InBev и SABMiller, а после слияния этих двух компаний в 2016 году Heineken стала второй
В январе 2010 года компания приобрела крупнейшую пивоваренную компанию Мексики FEMSA, сделка была осуществлена путём обмена акций, в итоге в обмен на 100 % акций Femsa акционеры мексиканской компании получили 20 % акций Heineken. Стоимость сделки оценивается в 5,3 млрд € (7,7 млрд $). В январе 2017 года за 700 млн $ были куплены 12 бразильских пивзаводов компании Kirin, что вывело нидерландскую группу на второе место в Бразилии, которая является третьим крупнейшим рынком пива в мире.

## Собственники и руководство
Основной акционер компании — Heineken Holding N.V. (50,005 %), в которой семье Хейнекен (C.L. de Carvalho-Heineken) через компанию L’Arche Holding S. A. принадлежит 50,005 %. Рыночная капитализация на 7 августа 2006 года — около 17,7 млрд €.
- Жан-Марк Юэ (Jean-Marc Huët) — председатель наблюдательного совета с 25 апреля 2019 года, также входит в совет директоров SHV Holdings N.V., Delta Topco (материнской компании Формулы-1) и Canada Goose Incorporated.
- Жан-Франсуа ван Боксмеер (Jean-Francois M. L. van Boxmeer) — председатель исполнительного совета и главный исполнительный директор с 2005 года, в компании с 1984 года.

## Деятельность
По состоянию на 2006 год компании принадлежало 130 пивоварен в более чем 65 странах. Помимо всемирно известных марок Heineken и Amstel, компания выпускает свыше 300 международных и локальных марок пива, среди которых Cruzcampo, Tiger, Żywiec, Birra Moretti, Murphy’s, Star и др.
Общая численность персонала — 85,6 тыс. человек. С ежегодным выпуском пива в объёме 233,8 млн гектолитров, компания является второй в мире пивоваренной компанией после Anheuser-Busch InBev и перед Carlsberg. По объёму продаж пива крупнейшим регионом является Америка (83,3 млн гектолитров), далее следуют Европа (79,8 млн гл), Африка, Ближний Восток и Восточная Европа (41,7 млн гл) и Азия (29 млн гл).
Heineken — самый популярный экспортный пивной бренд компании. В Европе самыми продаваемыми пивными брендами являются Heineken и Amstel, также компании принадлежат такие известные бренды, как Edelweiss, Zipfer, Gösser и т. п.

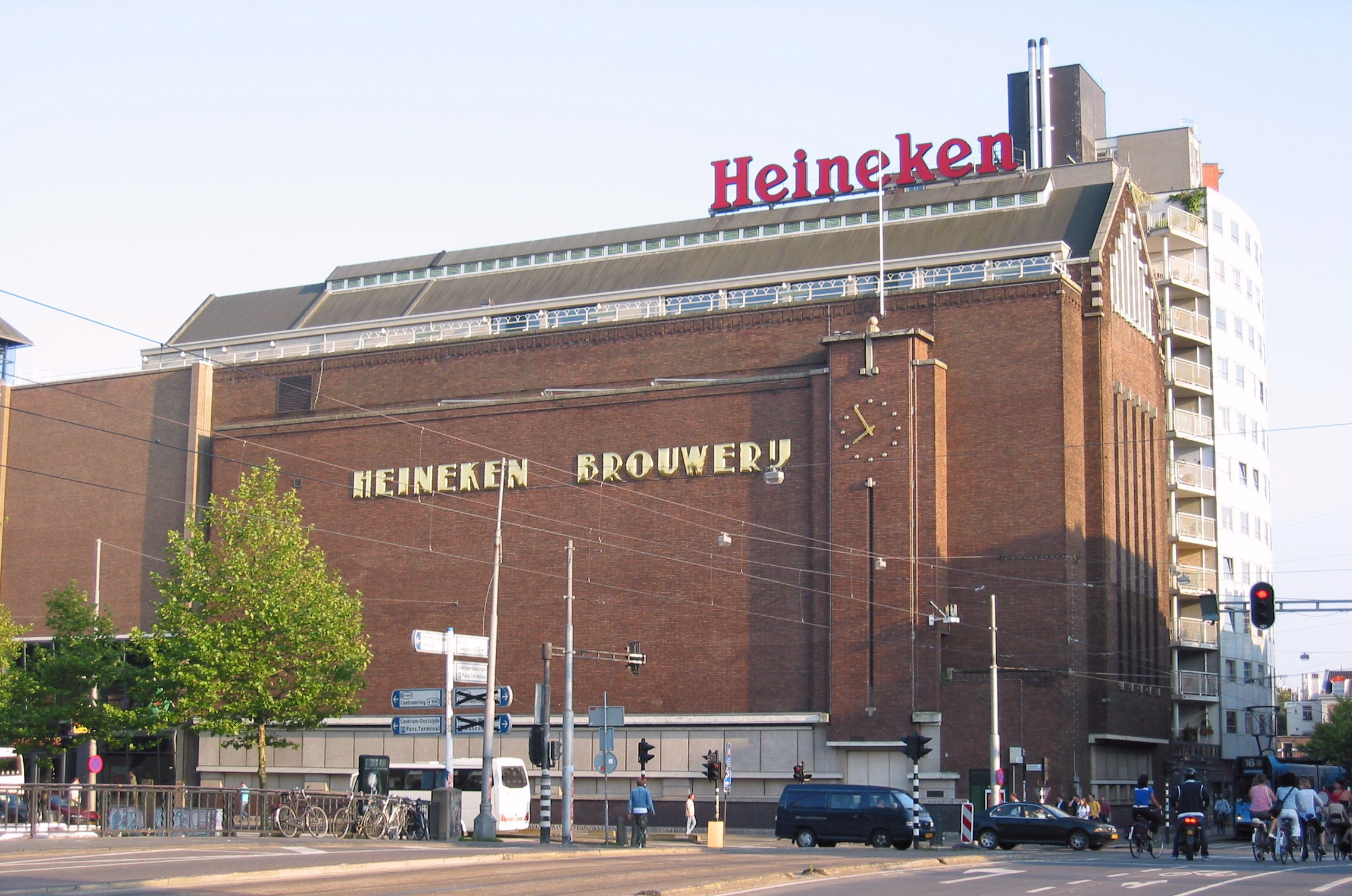
The Heineken Experience — бывшая пивоварня в центре Амстердама, с 1988 превращённая в музей и выставочный центр

### Чехия
По итогам 2007 года компания Heineken занимала 3 место (14 %) по объёмам производства пива в Чешской Республике с торговыми марками Starobrno, Hostan, Krušovice, Zlatopramen, Březňák, Louny, Dačický, Lorec, Jarošov и Pivrnec. Суммарное производство достигло 3 млн гектолитров в год. На экспорт было отправлено более трети произведённого.

### Россия
Нидерландская компания работала в России c 2002 год по 2022 год как ООО «Объединенные пивоварни Хейнекен» и владела в России 7 пивоваренными заводами: «Пивоварня Хейнекен» (Санкт-Петербург), «Сибирская Пивоварня Хейнекен» (Новосибирск), «Шихан» (Стерлитамак), «Волга» (Нижний Новгород), «Патра» (Екатеринбург), «Байкал» (Иркутск), «Амур-пиво» (Хабаровск).
Марки, которые выпускало российское подразделение до ухода из России: «Heineken», «Krusovice», «Amstel», «Edelweiss», «Guinness Original», «Gösser», «Buckler», «Zlatý Bažant», «Desperados», «Калинкинъ», «Königsberg», «Бочкарёв», «ПИТ», «Охота», «Степан Разин», «Три медведя», «Doctor Diesel», «Шихан», «Седой Урал», «Окское», «Жигулёвское Хейнекен», «Патра», «Стрелец», «Остмарк», «Вольная Сибирь», «Крепкое», «Берег Байкала».
В ноябре 2006 года запущено производство пива «Bud» по лицензии американской Anheuser-Busch. На калининградском заводе по заказу компании Kirin производился одноимённый бренд. Контракт истек в конце 2008 года.
Heineken является эксклюзивным дистрибьютором премиальных брендов Guinness Draught и Kilkenny, которые продаются в пабах по всей России.
25 сентября 2018 HEINEKEN и Molson Coors объявляют о подписании долгосрочного партнерского соглашения, согласно которому HEINEKEN получает эксклюзивное право на производство, дистрибуцию и продажу пива под брендами Miller Genuine Draft и Staropramen на территории России. По условиям соглашения отгрузки оптовым покупателям начнутся 15 декабря 2018, а в канал современной торговли первые партии поступят 1 января 2019 года.
В 2006 году российские пивоварни компании произвели 13,7 млн гектолитров пива. По итогам 2006 года доля рынка компании в России составляла 16,2 %, по итогам 2007 года — 12,8 % по стоимости.
В 2008 году, по данным «СПАРК-Интерфакса», выручка головного ООО «Объединенные пивоварни Хейнекен» — 16,9 млрд руб., чистый убыток — 2,3 млрд руб. Компания контролирует 15,8 % пивного рынка.
С 2014 года производственные мощности были перенесены на площадки ООО "Пивоваренная компания Балтика"
В августе 2023 года 100 % акций «Heineken Россия» (ООО «Объединенные пивоварни Хейнекен») были проданы за 1 € российской группе «Арнест» (по условиям сделки, покупатель также должен будет погасить внутригрупповую задолженность российского бизнеса перед Heineken в размере около 100 млн €). Права обратного выкупа сделкой предусмотрены не были.  По условию сделки 5 декабря 2023 года ООО «Объединенные пивоварни Хейнекен» сменило название на «Объединенные пивоварни – холдинг». Также компания изменила логотип: красную звезду сменили изображения танков для пивоварения.

#### Бойкот
9 марта 2022 года компания объявила о прекращении производства и продаж в России. 28 марта 2022 года компания сообщила об уходе из России и передаче бизнеса новому владельцу.

### Беларусь
Концерн Heineken N. V. вышел на белорусский рынок в декабре 2007 года, купив в Бобруйске пивзавод «Сябар». Затем голландская компания стала собственником «Речицапиво». В 2013 году на фоне падения рынка и критике белорусских властей за убыточную работу и большие объёмы импорта, компания сконцентрировала производство пива и кваса в Бобруйске, а в Речице остались солодовня, склад и дистрибуционный центр. Количество персонала снизилось со 160 до 90 человек.
В 2017 году концерн Heineken N. V. продал все свои активы в Белоруссии группе Oasis (до переименования — Detroit Investmеnts). Компании договорились об объединении своих подразделений в Белоруссии в одну компанию, которая будет принадлежать и управляться компанией Oasis, в то время как Heineken предоставит лицензии на производство и продажу пива под своими брендами, а также продолжит обеспечение контроля качества и маркетинговой поддержки.

### Украина
С 2015 года компания «Перша приватна броварня» на своем заводе в Радомышле варит по лицензии пиво «Heineken», при этом не являясь собственностью данного концерна. Например, в США, до сих пор «Heineken» возят из Голландии.
Сейчас компании «Перша приватна броварня» принадлежат два пивоваренных завода — во Львове (мощность 1,4 млн гл) и в Радомышле (1,1 млн гл).

### Эфиопия
В 2011 году Heineken N. V. выкупили местную пивоварню в поселении Беделе в зоне Оромия, которая производила 75 миллионов бутылок ежегодно для отечественных и экспортных клиентов.

## Критика
18 апреля 2007 года Еврокомиссия оштрафовала Heineken на 219,3 млн €, а также две другие нидерландские пивоваренные компании (Grolsch на 31, 65 млн € и Bavaria Brewery на 22,85 млн €) за картельное соглашение в отношении ценообразования в период с 1996 по 1999 год; вместе эти компании контролируют 80 % рынка пива в Нидерландах. Четвёртая компания картеля, InBev, избежала штрафа благодаря сотрудничеству со следствием.

## Дочерние компании
Основные дочерние компании на конец 2018 года:
- Heineken International B.V. (Нидерланды, 100 %)
- Heineken Brouwerijen B.V. (Нидерланды, 100 %)
- Heineken Nederland B.V. (Нидерланды, 100 %)
- Cuauhtémoc Moctezuma Holding, S.A. de C.V. (Мексика, 100 %)
- Cervejarias Kaiser Brasil S.A. (Бразилия, 100 %)
- Bavaria S.A. (Бразилия, 100 %)
- Heineken France S.A.S. (Франция, 100 %)
- Nigerian Breweries Plc. (Нигерия, 56 %)
- Heineken USA Inc. (США, 100 %)
- Heineken UK Ltd (Великобритания, 100 %)
- Heineken España S.A. (Испания, 99,8 %)
- Heineken Italia S.p.A. (Италия, 100 %)
- Brau Union Österreich AG (Австрия, 100 %)
- Grupa Zywiec S.A. (Польша, 65,2 %)
- ООО «Объединенные пивоварни Хейнекен» (Россия, 100 %)
- Heineken Vietnam Brewery Limited Company (Вьетнам, 60 %)